# دون هاميلتون
دون هاميلتون (بالإنجليزية: Don Hamilton)‏ هو لاعب كرة قدم أمريكية أمريكي، ولد في 14 نوفمبر 1887 في كولومبوس في الولايات المتحدة، وتوفي في 2 يونيو 1959.